# Centro velico internazionale di Qingdao
Il centro velico internazionale di Qingdao (in lingua inglese: Qingdao International Sailing Centre cinese pinyin: Qīngdǎo Àolínpǐkè Fānchuán Zhōngxīn) è un porto turistico situato sulla ex sede del cantiere navale Beihai a Qingdao sul golfo di Fushan (provincia di Shandong) in Cina. È stato costruito per i Giochi della XXIX Olimpiade ed ha ospitato le gare di vela.